# Chau Say Tevoda
Chau Say Tevoda (ou Chao Say Tevoda) est un temple-montagne khmer situé au Cambodge, à l’est d'Angkor Thom.

## Description
Situé au sud de la chaussée qui mène à la porte de la Victoire, il a été érigé au XIIe siècle, probablement sous Sǖryavarman II et date de la même époque que le Thommanon situé au nord de cette même voie.
Ce temple-montagne est enserré dans une enceinte unique entourée d'un fossé-douve qui contient quatre gopuras aux points cardinaux, des « bibliothèques » et la tour sanctuaire. 

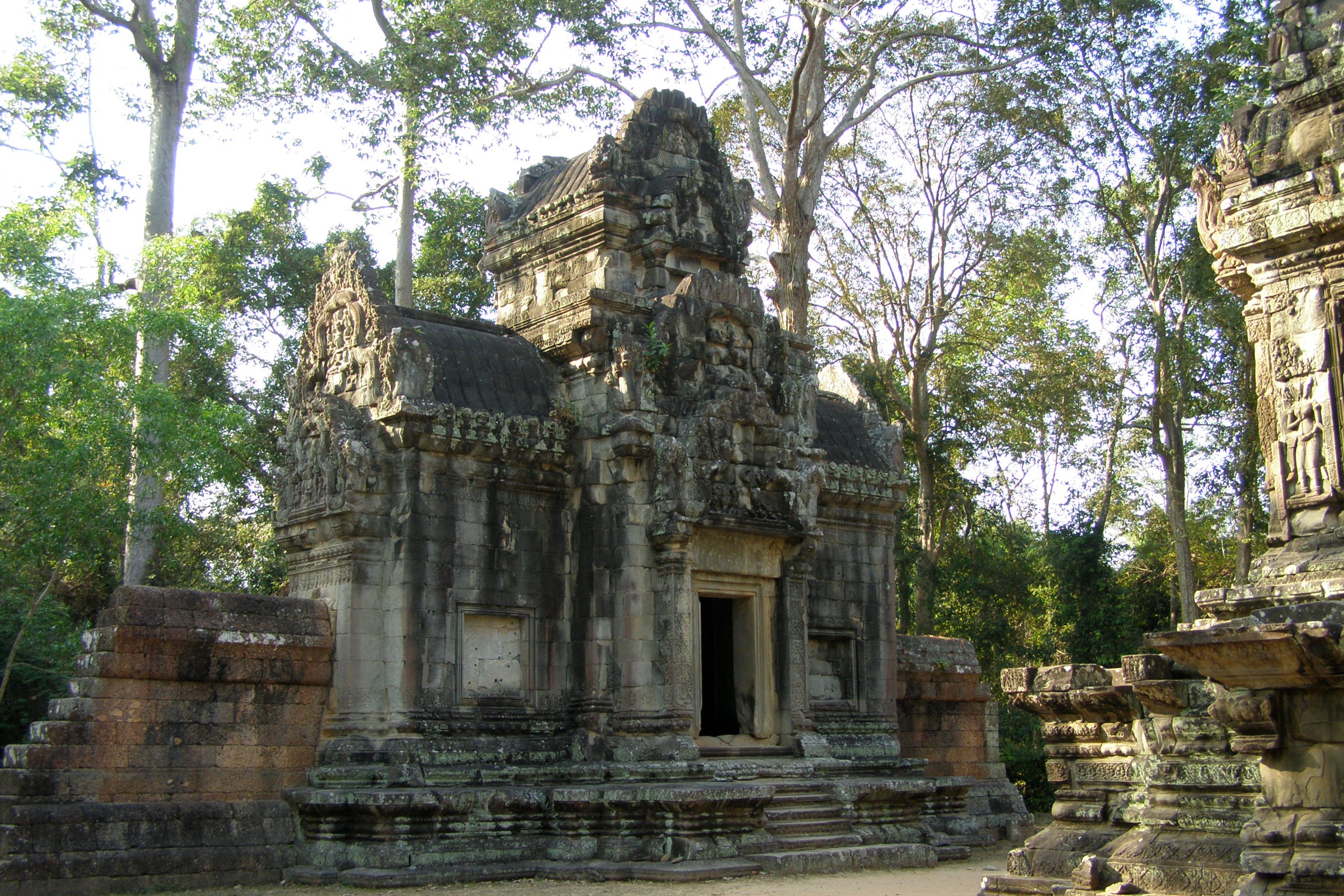
Le gopura Nord

De chaque côté des gopuras, les restaurateurs du site ont conservé des portions du mur d'enceinte en briques et de son soubassement de latérite.
Le sanctuaire central débouche à l'est sur une chaussée surélevée, elle-même se prolongeant par une allée plantée de bornes qui mène à la rivière Siem Reap.
La décoration en bas-relief et haut-relief, de qualité remarquable, annonce le style d'Angkor Vat. Les nombreuses devatâ y sont d'une grâce exquise.

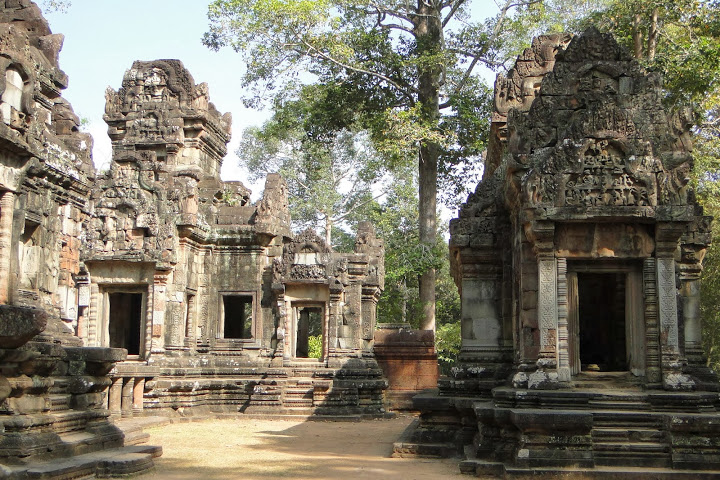
Chau Say Tevoda